# Dormaalocyon
Dormaalocyon latouri (anteriormente conhecido como 'Miacis' latouri), era uma espécie de mamífero carnívoro que viveu a cerca de 56 milhões de anos atrás. Esta espécie é uma das mais antigas espécies de carnívoros que podem ser rastreadas por todo o caminho até os dias atuais.
A espécie foi descoberta quando os fósseis foram descobertos na aldeia de Dormaal, perto de Zoutleeuw, a província Belga do Brabante Flamengo. A descoberta foi publicada pela primeira vez em janeiro de 2014, no Jornal de Paleontologia de Vertebrados.

## Ver mais
- Instituto Real Belga de Ciências Naturais